# Maryna Tkatsjenko
Maryna Ivanivna Tkatsjenko (Oekraïens: Марина Іванівна Ткаченко; geboortenaam: Копча; Koptsja) (Moekatsjeve, 29 augustus 1965) is een Oekraïense basketbalspeelster die uitkwam voor het nationale teams van de Sovjet-Unie, en het Gezamenlijk team en voor Oekraïne. Ze werd Meester in de sport van de Sovjet-Unie in 1992 en Geëerde arbeider van fysieke cultuur en sport in Oekraïne in 2002.

## Carrière
Tkatsjenko begon haar carrière bij Dinamo Kiev en werd met die club één keer landskampioen van de Sovjet-Unie in 1991. Ook werd ze met die club één keer landskampioen van het GOS in 1992. Met Dinamo won Tkatsjenko de Ronchetti Cup door in de finale Deborah Milano uit Italië met 100-83 te verslaan. In 1992 verloor Tkatsjenko met Dinamo de finale om de EuroLeague Women van Dorna Godella Valencia uit Spanje met 56-66. Na het uiteenvallen van de Sovjet-Unie werd Tkatsjenko drie keer landskampioen van Oekraïne in 1992, 1993 en 1994. Ook speelde ze voor Kozatsjka-ZAlK Zaporizja en Moldova Chisinau.
Met de Sovjet-Unie won Tkatsjenko zilver op de Goodwill Games in 1990 en goud op het Europees kampioenschap in 1991. Met het Gezamenlijk team won ze goud op de Olympische Zomerspelen in 1992. Met Oekraïne won Tkatsjenko goud op het Europees kampioenschap in 1995.

## Privé
Maryna en haar man Ihor Tkatsjenko hebben hun eigen damesbasketbalclub opgericht. Die club heet TIM-SKOEF Kiev. De naam 'TIM' is een samenvoeging van T(katsjenko), I(hor), M(aryna). De echtgenoot van Maryna Tkatsjenko werd op 8 december 2001 in Kiev gedood.

## Erelijst
- Landskampioen Sovjet-Unie: 1
  - Winnaar: 1991
- Landskampioen GOS: 1
  - Winnaar: 1992
- Landskampioen Oekraïne: 3
  - Winnaar: 1992, 1993, 1994
- EuroLeague Women:
  - Runner-up: 1992
- Ronchetti Cup: 1
  - Winnaar: 1988
- Olympische Spelen: 1
  - Goud: 1992
- Europees kampioenschap: 2
  - Goud: 1991, 1995
- Goodwill Games:
  - Zilver: 1990